# Mark Davies
Mark Davies, född 18 februari 1988 i Wolverhampton i England, är en engelsk fotbollsspelare.
Han började sin karriär i Wolverhampton Wanderers, och strax efter det att han fyllde 17 år skrev han ett proffskontrakt med Wolves som gällde till 2007, med option på ytterligare två år till 2009. 
Han debuterade i a-laget mot Chester City i ligacupen augusti 2005, en månad senare fick han göra sin ligadebut mot Leeds.
Han har spelat i Englands ungdomslandslag på alla nivåer upp till U19 och var lagkapten i U17-landslaget när de spelade en EM-kvalmatch på Molineux mars 2005.
Den 26 januari 2009 flyttade han till Bolton Wanderers där han skrev på ett fyra och ett halvt år långt kontrakt.